# Rico Rodriguez (acteur)
Pour les articles homonymes, voir Rodriguez.
Rico Rodriguez est un acteur américain né le 31 juillet 1998 à College Station au Texas. Il est principalement connu pour le rôle de Manny Delgado dans la série télévisée Modern Family.
Il est le frère cadet de l'actrice Raini Rodriguez.

## Biographie
Rico Rodriguez est né à College Station au Texas. Il est le fils de Debra et Roy Rodriguez, un homme d'affaires. Presque comme son personnage dans Modern Family il est l'oncle de cinq nièces. Rico Rodriguez a commencé sa carrière en même temps que sa sœur en 2006. Avant cela il pensait « devenir un cuisinier de la NASCAR voyageant sur la Lune », dit-il lors d'une interview en 2010. Rico Rodriguez, tout comme l'ensemble du casting de Modern Family a remporté deux fois le Screen Actors Guild Award de la meilleure distribution pour une série télévisée comique.

## Filmographie

### Au cinéma
- 2006 : Los Tamales : Paquito
- 2007 : Big Movie : Chanchito
- 2007 : Parker : Enfant en arrière-plan
- 2009 : Super Kids : Janitor enfant
- 2009 : Danny la terreur (The No Sit List) : Marco
- 2011 : Philippe's Sandwich : Flaco
- 2012 : Les Muppets, le retour : Lui-même

### À la télévision
- 2006-2007 : Jimmy Kimmel Live! : L'enfant à la glace et le petit Guillermo (2 épisodes)
- 2007 : Urgences : James (1 épisode)
- 2007 : Pour le meilleur et le pire : Enfant (1 épisode)
- 2007 : Cory est dans la place : Rico (2 épisodes)
- 2007 : iCarly : Job Player (1 épisode)
- 2007 : Nip/Tuck : Enfant (Saison5 - épisode 8)
- 2008 : Earl : Enfant (1 épisode)
- 2009 : NCIS : Enquêtes spéciales : Travis Buckley (1 épisode)
- 2009-2020 : Modern Family : Manny Delgado (rôle principal, 250 épisodes)
- 2011 : Bonne chance Charlie : Leo (1 épisode)
- 2012 : L'Heure de la peur : Chi (1 épisode)
- 2015 : Austin & Ally : Benny (1 épisode)
- 2015 : Le grand Noël de Nickelodeon (téléfilm) : Lui-même

## Récompenses et nominations

### Nominations
- 2010 : Screen Actors Guild Award de la meilleure distribution pour une série télévisée comique pour Modern Family

### Récompenses
- 2012 : Screen Actors Guild Award de la meilleure distribution pour une série télévisée comique pour Modern Family